# Krötenbach (Brühlgraben)
Der Krötenbach ist ein rechter Zufluss des Brühlgrabens im Main-Kinzig-Kreis im hessischen Spessart.

## Geographie

### Verlauf
Der Krötenbach entspringt südöstlich von Großenhausen an der Landesstraße 2306. Er fließt in nordwestliche Richtung und mündet in Großenhausen in den Brühlgraben.

### Flusssystem Kinzig
- Liste der Fließgewässer im Flusssystem Kinzig (Main)